# Кучеров Яр (село)
Кучеров Яр (укр. Кучерів Яр) — село на Украине, находится в Покровском районе Донецкой области. Вблизи села находится заповедное урочище Кучеров Яр.
Код КОАТУУ — 1422083305. Население по переписи 2001 года составляет 248 человек. Почтовый индекс — 85018. Телефонный код — 6277.

## Местная власть
85050, Донецкая область, Покровский р-н, с. Шахово, ул. Чернявского, 14